# Boselaphus tragocamelus
L'antilope azzurra o nilgai (Boselaphus tragocamelus (Pallas, 1766)) è un mammifero artiodattilo originario del subcontinente indiano. È l'unica specie del genere Boselaphus.

## Descrizione

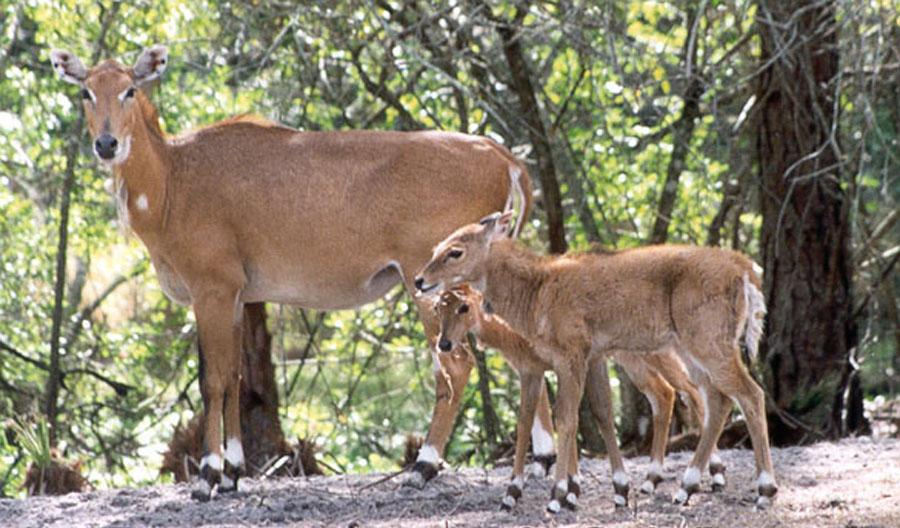
Femmina con cuccioli

È un'antilope che ha una altezza al garrese di 120–150 cm, una lunghezza complessiva di 180–200 cm, e un peso da 120 a 240 kg.
Il manto è di colore giallo-marrone nelle femmine e blu-grigio nei maschi adulti; i giovani esemplari sono di colore marrone chiaro. Presentano macchie bianche sul viso e sotto il mento; l'addome è anch'esso di colore biancastro. Nei maschi al di sotto della gola è presente un ciuffo di peli, o "barba", che può essere lungo fino a 13 centimetri; i maschi presentano inoltre corna ricurve lunghe circa 20–25 cm, di colore nero. Hanno gambe sottili con bande nere e bianche subito al di sopra degli zoccoli.

## Distribuzione e habitat
La specie è abbastanza comune in India settentrionale (Haryana, Uttar Pradesh, Rajasthan e Gujarat) e nelle aree di bassa quota del Nepal; il suo areale si estende alle zone confinanti del Pakistan, dove è più raro. Un tempo era presente anche in Bangladesh. 

Circa 37.000 esemplari sono allevati in alcuni ranch del Texas.

## Conservazione
La IUCN Red List classifica B. tragocamelus come specie a basso rischio (Least Concern).
Parte del suo areale ricade all'interno di aree naturali protette (tra le altre il parco nazionale di Gir, il parco nazionale di Ranthambore, il parco nazionale di Sariska e il Kuno Wildlife Sanctuary).

## Evoluzione
Il nilgai fa parte della tribù dei Boselaphini, un gruppo di bovidi particolarmente diffuso nel corso del Miocene medio-superiore (circa 15 - 6 milioni di anni fa) in Eurasia e in Africa, con forme come Tragoportax, Austroportax, Miotragocerus e Kipsigicerus.